# Diafragma de Dicearc de Messana

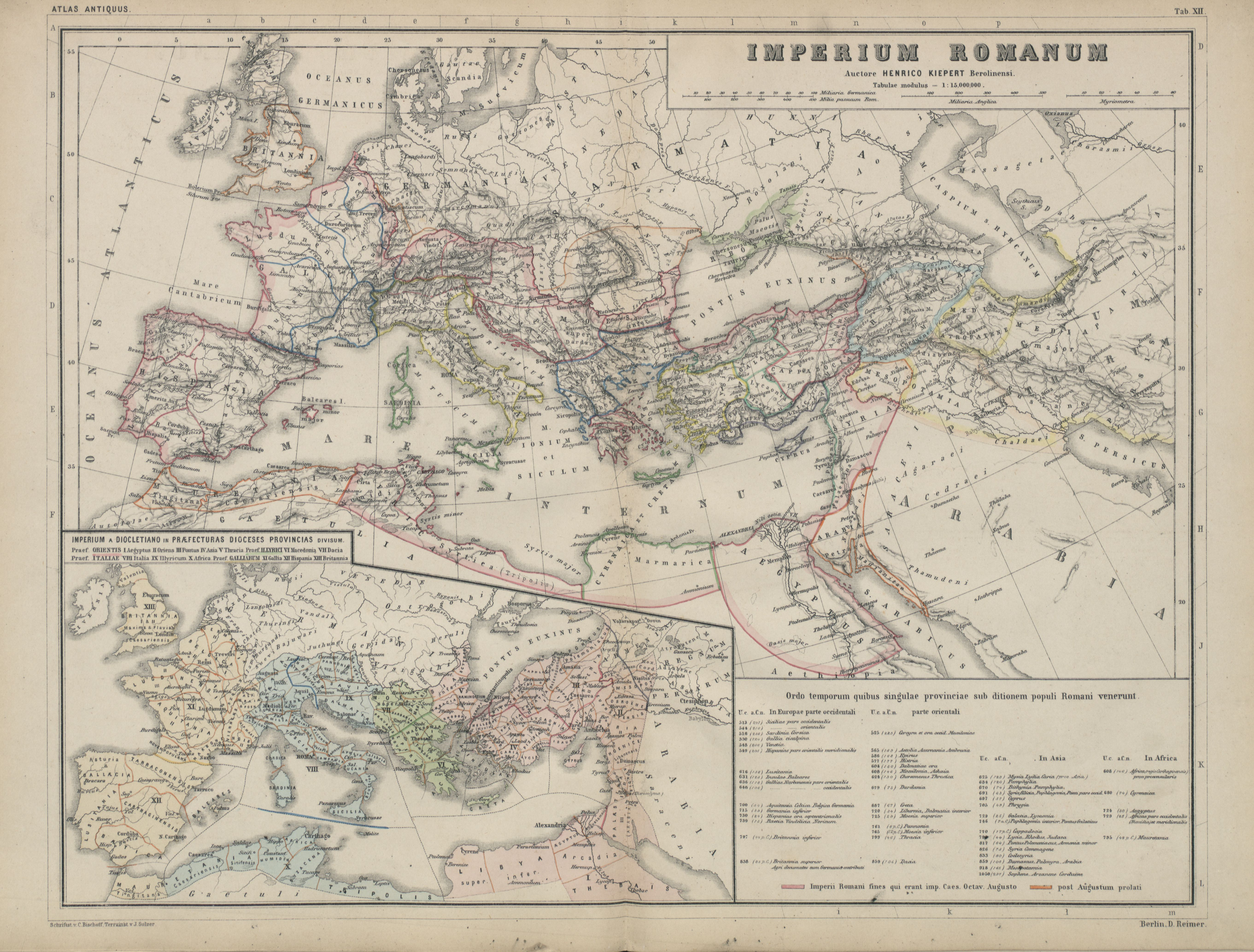
Mapa de l'Imperi Romà amb els paral·lels 35°N i 40° N indicats.

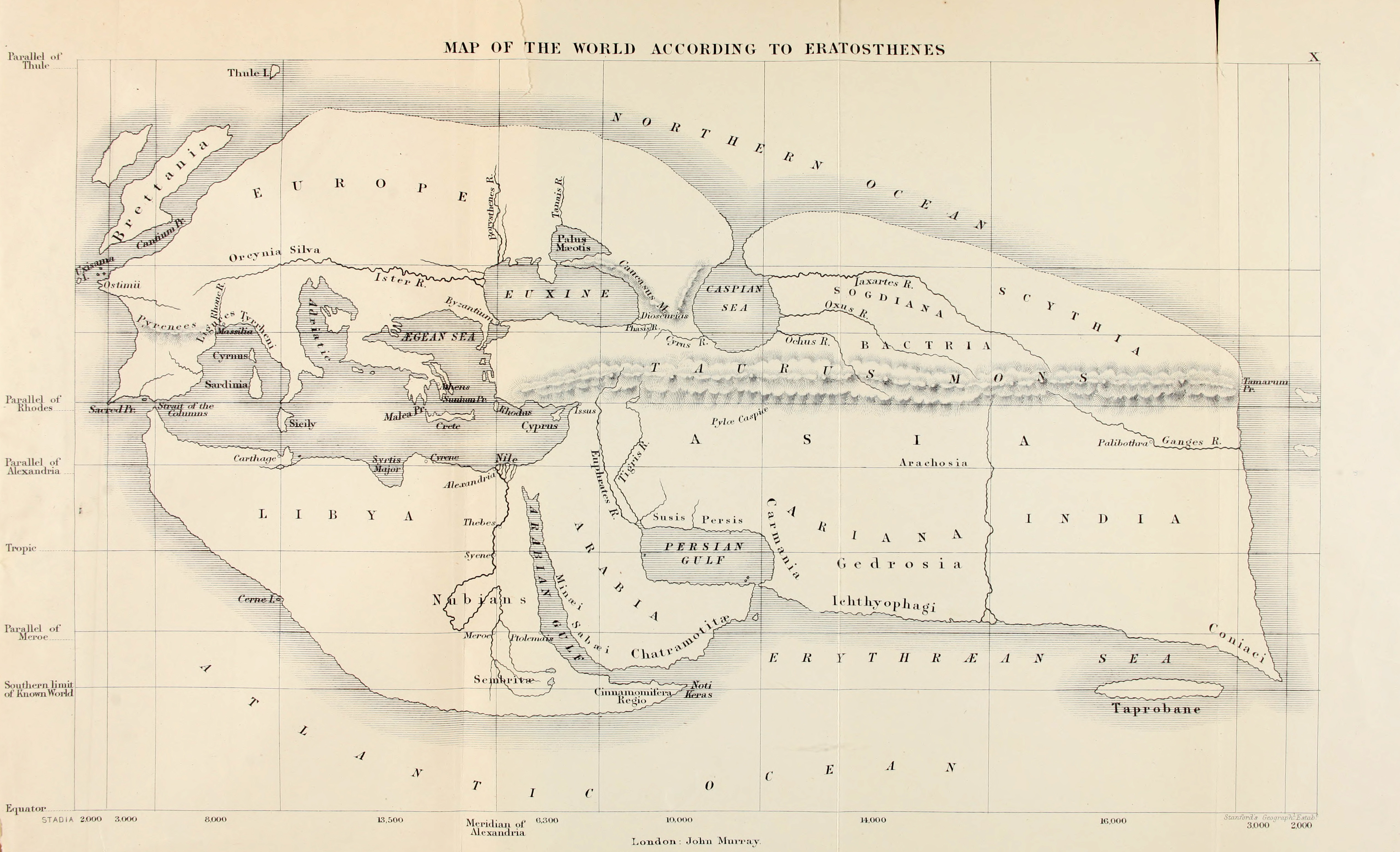
Reconstrucció del (segons Bunbury) del mapa de Eratòstenes del món conegut a la seva època. Està indicat el paral·lel de Rodes (diafragma) i el meridià de Rodes.

El diafragma de Dicearc de Messana (prop del 320 aC) és un concepte geogràfic que pot ser interpretat de diverses maneres. Des del punt de vista modern coincideix, aproximadament, amb el paral·lel de l'illa de Rodes, 36°N.
El diafragma geogràfic indicat està relacionat amb diversos temes (aparentment allunyats del concepte) i el seu estudi presenta un gran interès.

## Consideració original

### El primer sistema de coordenades geogràfiques
Dicearc va idear una línia virtual que dividia el món conegut en la seva època (ecumene) en dues parts: una al nord i l'altra al sud. I la va anomenar diafragma.

Segons indiquen alguns experts, aquesta línia geogràfica fou la primera que la ciència grega va imaginar sobre la Terra.
El diafragma, afegit al meridià que passava per Rodes, fou el primer sistema de coordenades geogràfiques (ideat per Dicearc) de la història. L'obra de Dicearc fou molt admirada i ell mateix considerat un dels pares de la geografia. Fou classificat per Estrabó en la segona generació de geògrafs, al costat de Demòcrit, Eudox de Cnidos i Èfor.

### Mesura i dimensions
Segons els antics (Ptolemeu entre altres), un grau del diafragma mesuraria 400 estadis, mentre que un grau de meridià mesuraria 500 estadis. La relació és correcta: 400:500 = 0,8o = cos 36.

## Cronologia de temes relacionats

### Eratòstenes
(Al voltant de l'any 255 aC).
Segons les seves observacions i mesures, va calcular que la Terra tenia una circumferència de 250.000 estadis.

### Hiparc de Nicea
Prop de l'any 130 aC va proposar un sistema de coordenades terrestres basat en meridians i paral·lels, i una divisió dels cercles majors en 360°.

### Marinos de Tir
Considerava que un arc d'un grau de cercle màxim terrestre equivalia a 500 estadis.

### Ptolemeu
(Al voltant de l'any 100 aC).
Igual de Marinos de Tir, Ptolemeu considerava que un arc d'un grau de cercle màxim terrestre equivalia a 500 estadis.

### Milla romana
Una milla romana era igual a 1480 metres.
Altres documents donen valors de 1481,5 m o 1482 m.

### Juli CèsariOctavi August
L'any 44 aC, Juli Cèsar va ordenar cartografiar tot l'imperi, però va morir abans que la tasca fos finalitzada.
- Els treballs començaren l'any 44 aC, quan Juli Cèsar i Marc Antoni eren cònsols, i duraren 25 anys. L'any 19 aC, sota la supervisió de Sentius Saturninus i Lucretius Cinna, el projecte es considerà finalitzat.[13]

### Mapa d'Agripa
Agripa, a més de dedicar-se a moltes altres activitats, era un estudiós de la geografia. Basant-se en els treballs previs va concebre un mapa del món conegut que es “pintaria” en un pòrtic que volia construir a Roma.
Segons descripcions posteriors (entre altres de Plini el Vell), el Pòrtic Vipsania fou en gran parte construït per la seva germana i inaugurat per August. El mapa fou pintat i estava exposat al públic.
- No és clar si aquell mapa era circular, el·líptic o rectangular. Fins i tot hi ha estudiosos que opinen que es tractava de tres mapes rectangulars.[14][15][16]

### Portolans catalans

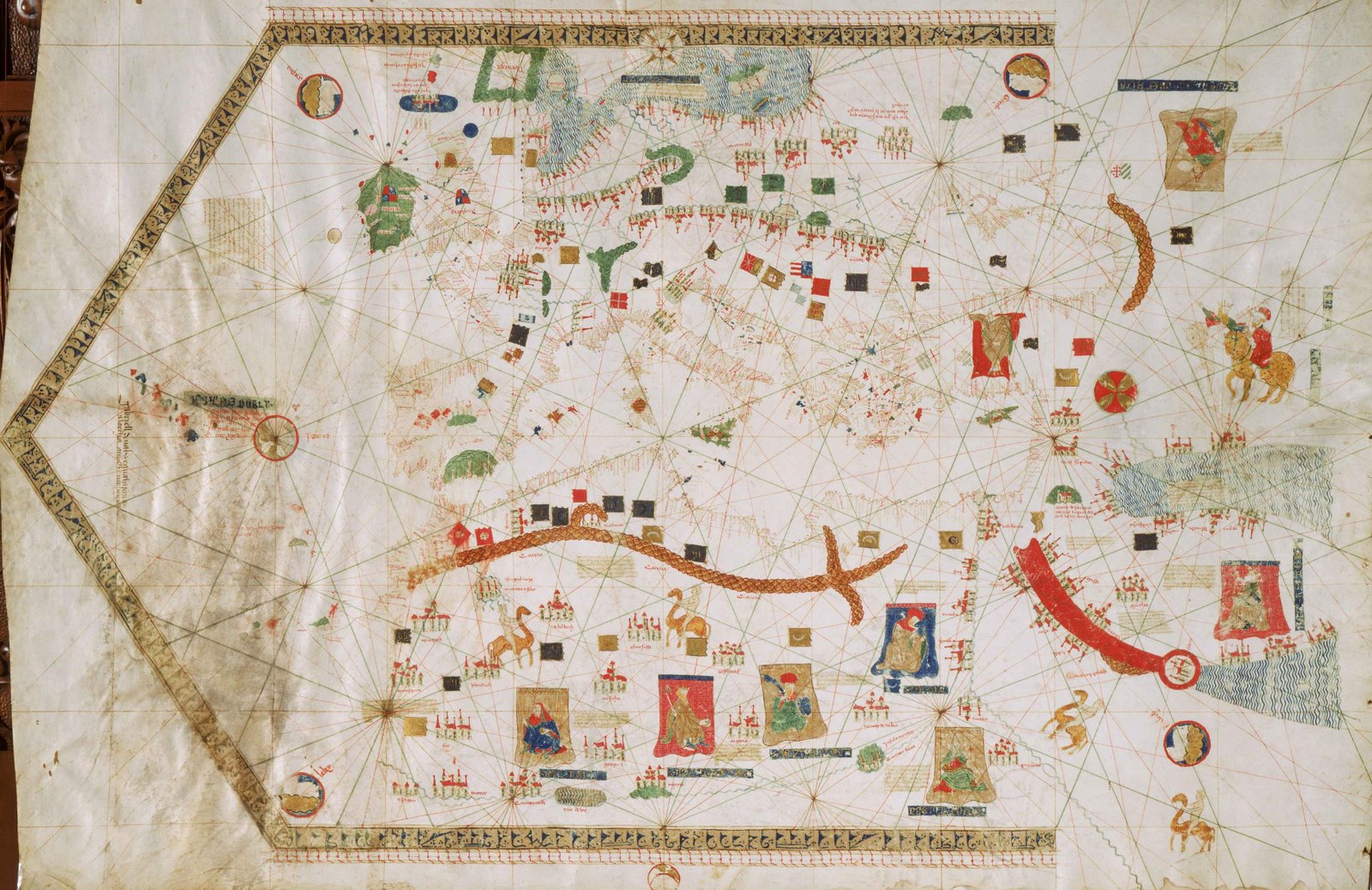
Portolà de 1439 de Gabriel Vallseca.

Els portolans catalans representen el mar Mediterrani i els territoris propers. Una àrea geogràfica molt semblant a l'ecumene grega o l'Imperi Romà. En elles no apareixen dibuixats ni el diafragma, ni el meridià de Rodes.
Hi ha diverses opinions, basades en estudis detallats, que indiquen una gran precisió en les cartes portolanes pel que fa a les dimensions generals representades.
L'estudi de les escales (“troncos de leguas” en castellà) de les cartes esmentades és molt controvertit. Suposadament, la comparació de les escales, les distàncies dibuixades i les distàncies reals implicaria una milla implícita d'uns 1200 metres.

### Carta romana d'Orient de 1081?
Aparentment Aleix I Comnè va dibuixar i trametre un mapa de les costes properes a Durrës al seu almirall Isaac Contostéfano.
La carta incloïa la costa oriental (Il·líria) i la costa occidental de l'Adriàtic. L'emperador romà d'Orient va indicar altres detalls de navegació: ancoratges segurs, vents favorables i contraris, etc.

### 1270. Primer esment d'una carta portolana
El primer document que dona testimoni de l'ús d'una carta nàutica a bord d'un vaixell parla del viatge per mar del rei Lluís IX de França en la Vuitena Croada. Els pilots genovesos són consultats sobre la posició de la nau del rei després d'una tempesta i comproven la situació estimada en una carta marina.
| «                                      | ...Super quo navis principes coram rege euocati, de loco ubi tunc aderant interrogati, sub dubio responderunt. Dixerunt enim quod credebant esse prope terram, et multum mirabantur quod tam tarde suis aspectibus appareter. Unde allata mappa mundi, regi situm terrae portus Callarici et vicinitatem propinqui littoris ostendetur.... | » |
| — Gesta Ludovici. Guillaume de Nangis. | |   |

### Cristòfol Colom i Jaume Ferrer de Blanes
La manera de navegar, amb brúixola i ampolleta, l'ùs de cartes de navegar i la seva concepció de la Terra, es pot exemplificar amb els escrits de Colom i Jaume Ferrer.
El valor de la milla que empraven ha estat objecte de molts estudis controvertits. Sí que es pot afirmar que consideraven llegües de 4 milles.
| «                                                                      | Y porque la carta de navegar no sirve del todo ni abasta en la demostracion matemática de la regla suso dicha, es menester una forma mundi en figura esférica, y en dos hemisferios compartida por sus lineas y grados, y el situ de la tierra, islas, y mar, cada cosa puesta en su lugar: la cual figura mundi yo dejo junto con estos capitulos de mi intencion y parecer porque mas claramente sea vista la verdad. Y digo que por entender la regla y plática suso dicha es menester que sea Cosmógrafo, Aresmético y Marinero, ó saber su arte: y quien estas tres sciencias juntas no habrá, es imposible la pueda entender, ni tampoco por otra forma ni regla si pericia de las dichas tres sciencias no terná. | » |
| — Jaume Ferrer de Blanes. Vot i parer sobre el tractat de Tordesillas. | |   |

### La milla deNordenskiöld
Després d'estudiar i comparar moltes cartes portolanes va deduir que les distàncies representades i les escales dibuixades en les cartes implicaven una unitat de mesura que ell va anomenar “milla portolana”, amb un valor de 5840 metres. Aquest valor seria molt semblant al d'una llegua (nàutica?) catalana de 5740 metres.
- El valor de 5740 metres Nordenskiöld l'hauria consultat d'un científic espanyol no identificat.[26]
- Considerant que una llegua catalana equival a 4 milles, la milla nàutica catalana seria de 1435 metres.
- En la Crònica de Ramon Muntaner les distàncies per terra s'expressen en llegües i les marines en milles.[27][28]
  - En la segona de les referències anteriors, Muntaner parla d'una distància de 60 milles entre Rodostó i Constantinoble. Això implicaria, en aquest cas, una milla de 1833 metres (60 milles= 110 km).

## Comparació de milles
L'estudi dels valors de les milles usades en cartografia al llarg del temps és un tema molt controvertit. Cal analitzar la taula que segueix amb molta precaució. La taula ha estat confegida per a mostrar una possible relació entre la distància de l'arc d'un minut de diafragma, la milla romana i la milla catalana antiga.
| Comparació de milles                             | Valor en metres |
| ------------------------------------------------ | --------------- |
| Minut del diafragma (Milla del diafragma)        | 1498,3          |
| Milla romana                                     | 1480            |
| Milla calculada de Nordenskiöld en els portolans | 1457,3          |
| Milla catalana segons Nordenskiöld               | 1435            |

## Antics mapes del món conegut

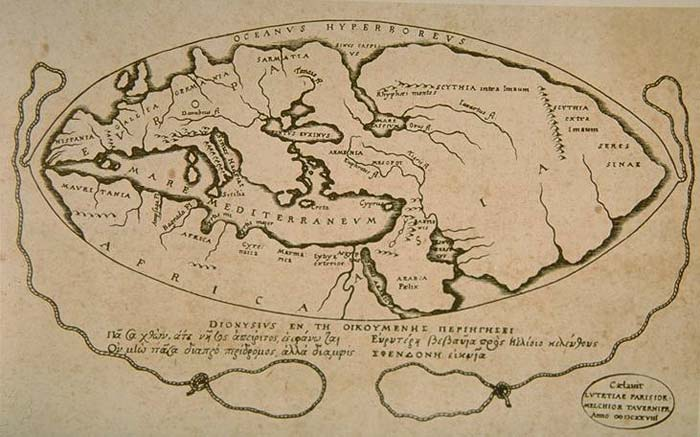
Mapa del món dibuixat segons les idees de Posidoni
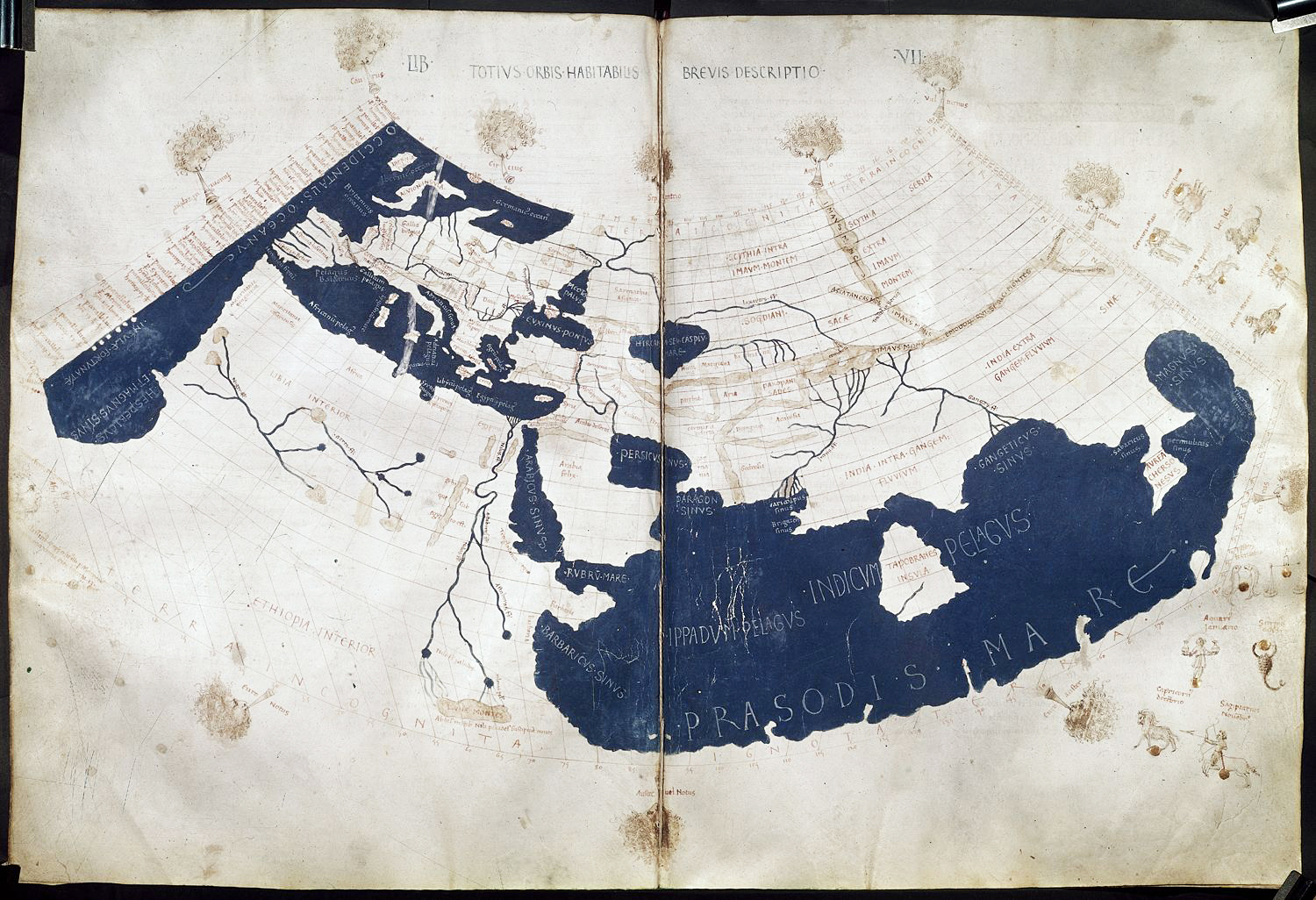
Mapamundi del segle xv basat en la Geografia de Ptolemeu (cap a 150 dC).
Mapamundi basat en l'obra de Pomponi Mela
Interpretació de la Tabula Rogeriana, segons l'original perdut d'Al-Idrissí de 1154